# Sean Farrell
Sean Farrell, född 2 november 2001, är en amerikansk professionell ishockeyforward som spelar för Montreal Canadiens i NHL.
Han har tidigare spelat för Harvard Crimson i NCAA och Team USA och Chicago Steel i USHL.
Farrell draftades av Montreal Canadiens i fjärde rundan i 2020 års draft som 124:e spelare totalt.

## Statistik
| 2015–2016   | Boston Jr. Bruins      | USPHL       | 30  | 17 | 18  | 35  | 4  | 2  | 2 | 0  | 2  | 0 |
|             | Boston Jr. Bruins      |             | 12  | 1  | 7   | 8   | 4  | —  | — | —  | —  | — |
| 2016–2017   | St. Mark's Lions       |             | 28  | 27 | 28  | 55  | —  | —  | — | —  | —  |   |
| 2017–2018   | Team USA               | USHL        | 34  | 5  | 15  | 20  | 2  | 8  | 0 | 5  | 5  | 2 |
|             | U.S. National U17 Team |             | 61  | 9  | 31  | 40  | 4  | —  | — | —  | —  | — |
| 2018–2019   | Team USA               | USHL        | 28  | 8  | 11  | 19  | 0  | —  | — | —  | —  | — |
|             | U.S. National U18 Team |             | 64  | 11 | 27  | 38  | 10 | —  | — | —  | —  | — |
| 2019–2020   | Chicago Steel          | USHL        | 44  | 15 | 41  | 56  | 28 | —  | — | —  | —  | — |
| 2020–2021   | Chicago Steel          | USHL        | 53  | 29 | 72  | 101 | 54 | 8  | 2 | 8  | 10 | 2 |
| 2021–2022   | Harvard Crimson        | NCAA        | 24  | 10 | 18  | 28  | 11 | —  | — | —  | —  | — |
| 2022–2023   | Montreal Canadiens     | NHL         | 6   | 1  | 0   | 1   | 0  | —  | — | —  | —  | — |
|             | Harvard Crimson        | NCAA        | 34  | 20 | 33  | 53  | 12 | —  | — | —  | —  | — |
| NHL totalt  | NHL totalt             | NHL totalt  | 6   | 1  | 0   | 1   | 0  | —  | — | —  | —  | — |
| NCAA totalt | NCAA totalt            | NCAA totalt | 58  | 30 | 51  | 81  | 23 | —  | — | —  | —  | — |
| USHL totalt | USHL totalt            | USHL totalt | 159 | 57 | 139 | 196 | 84 | 16 | 2 | 13 | 15 | 4 |

### Internationellt
| Källa: Uppdaterad: 2023-05-21 | Källa: Uppdaterad: 2023-05-21 | Källa: Uppdaterad: 2023-05-21 |         | Utv = Utvisningsminuter | Utv = Utvisningsminuter | Utv = Utvisningsminuter | Utv = Utvisningsminuter | Utv = Utvisningsminuter |
| År                            | Lag                           | Mästerskap                    | Matcher | Mål                     | Assists                 | Poäng                   | Utv                     |                         |
| ----------------------------- | ----------------------------- | ----------------------------- | ------- | ----------------------- | ----------------------- | ----------------------- | ----------------------- | ----------------------- |
| 2019                          | USA                           | U18-VM                        | 7       | 0                       | 2                       | 2                       | 0                       |                         |
| 2022                          | USA                           | OS                            | 4       | 3                       | 3                       | 6                       | 0                       |                         |
| 2022                          | USA                           | VM                            | 10      | 2                       | 4                       | 6                       | 4                       |                         |
| 2023                          | USA                           | VM                            | 5       | 1                       | 1                       | 2                       | 0                       |                         |
| Junior totalt                 | Junior totalt                 | Junior totalt                 | 7       | 0                       | 2                       | 2                       | 0                       |                         |
| Senior totalt                 | Senior totalt                 | Senior totalt                 | 19      | 6                       | 8                       | 14                      | 4                       |                         |